# 로이 윌리엄슨
로이 머독 뷰캐넌 윌리엄슨(Roy Murdoch Buchanan Williamson, 1936년 6월 25일 ~ 1990년 8월 12일)은 스코틀랜드의 싱어송라이터이다. 에든버러에서 태어났으나 학교 생활은 스코틀랜드 북부 하일랜드의 머레이에서 하였다. 고등학교는 머레이의 고든스턴 학교, 대학교는 에딘버러 예술대학교(ECA)를 졸업하고 미술 교사로 교편을 잡았으며, 1962년 더 코리 포크 트리오 앤드 패디 벨의 멤버로 데뷔하였다. 1966년 이후 로니 브라운과 함께 더 코리스라는 이름으로 2인조 활동을 죽을 때까지 계속하였다. 스코틀랜드의 비공식 국가인 '스코틀랜드의 꽃'(Flower of Scotland)을 작사, 작곡하였다. 이밖에도 많은 대중가요(리버티(Liberty), 힐스 어브 아드몬(Hills of Ardmorn), 도닝 어브 더 데이(Dawning of the Day), 보니 블루(Bonnie Blue) 등)를 지었다. 더 코리스 자체 악기인 콤볼린과, 기타와 치터를 결합한 치터 기타, 줄을 28개로 늘린 28현 기타 같은 자체 악기들을 제작하기도 하였다. 한때 에든버러 원더러스라는 럭비 구단에서 선수로 뛰기도 했으나 천식을 오래 앓아 건강이 좋지 못했다. 1990년 뇌종양으로 세상을 떠났다. 사후인 1991년에 유고 앨범인 <Long Journey South>가 발매되었는데, 이는 로이 윌리엄슨의 유일한 솔로 앨범이다.